# Inabakumori
Inabakumori (яп. 稲葉曇; 25 февраля 1995) — японский продюсер вокалоидов и автор песен. Наиболее известными треками являются Lost Umbrella (яп. ロストアンブレラ) и Lagtrain (яп. ラグトレイン). Преимущественно использует Кааи Юки (яп. 歌愛ユキ) для вокала.

## История
В 2016 году дебютировал на площадках YouTube и Nico Nico Douga с треком Secret Music (яп. 秘密音楽). Благодаря треку Pascal Beats (яп. パスカルビーツ) впервые достиг 100 тысяч просмотров и вошёл в «зал славы» на Nico Nico Douga. С того момента Lost Umbrella и Lagtrain стали хитами. Обрёл популярность за пределами Японии, а трек Lost Umbrella с английскими субтитрами превысил 10 миллионов просмотров на YouTube. 
В 2019 году опубликовал свой дебютный альбом Anticyclone (яп. アンチサイクロン). В 2022 году опубликовал альбом Weather Station (яп. ウェザーステーション).

## Дополнительно
- С уважением относится к творчеству wowaka. Его влияние можно обнаружить, например, в игре слов в названиях с 1-й по 7-ю песни[5].
- До 7-й песни Utsushi Asobi (яп. うつしあそび) он создавал видеосопровождение сам, но начиная с Lost Umbrella начал сотрудничать с иллюстратором Nukunuku Nigirimeshi (яп. ぬくぬくにぎりめし).
- По состоянию на январь 2024 года YouTube-канал Inabakumori приносит от 4056 до 32 500 долларов в месяц с помощью AdSense[11].

## Дискография

### Альбомы
| Название альбома                           | Дата выхода       | Название трека |
| ------------------------------------------ | ----------------- | --- |
| Anticyclone (яп. アンチサイクロン)         | 17 ноября 2019 г. | Всего 14 1. Anticyclone (яп. アンチサイクロン) 2. Lost Umbrella (яп. ロストアンブレラ) 3. Pascal Beats (яп. パスカルビーツ) 4. Cooller Girl (яп. クーラーガール) 5. Loop Spinner (яп. ループスピナ) 6. Tears Radar (яп. ナミダ電波) 7. An image in the making (яп. ツクリカケノ心象) 8. Floating Moonlight City (яп. 浮遊月光街) 9. Absolute Dark Star (яп. 絶体暗星) 10. Spiral Hanabi (яп. 渦巻ハナビ) 11. Utsushi Asobi (яп. うつしあそび) 12. Upside-Down Girl Feeling (яп. さかさま少女感) 13. NON-USE (яп. ノンユース) 14. Secret Music (яп. 秘密音楽) |
| Weather Station (яп. ウェザーステーション) | 23 марта 2022 г.  | Всего 12 1. Secret Elementary School Student (яп. ひみつの小学生) 2. Hello Marina (яп. ハローマリーナ) 3. Rainy Boots (яп. レイニーブーツ) 4. Lagtrain (яп. ラグトレイン) 5. Loneliness of Spring (яп. ハルノ寂寞) 6. A Flower Waiting for the Wind (яп. カゼマチグサ)(album ver.) 7. Radar (яп. レーダー) 8. Square Knot (яп. かたむすび) 9. Heaven’s Tears (яп. 天泣) 10. Post Shelter (яп. ポストシェルター) 11. Kimi ni Kaikisen (яп. きみに回帰線) 12. Float Play (яп. フロートプレイ)                                                                  |

### Синглы
| Название сингла                  | Дата выхода        |
| -------------------------------- | ------------------ |
| Secret Elementary School Student | 4 декабря 2019 г.  |
| Lagtrain                         | 16 июля 2020 г.    |
| A Flower Waiting for the Wind    | 19 августа 2020 г. |
| Rainy Boots                      | 23 июня 2021 г.    |
| Loneliness of the Spring         | 1 октября 2021 г.  |
| Hello Marina                     | 20 ноября 2021 г.  |
| Kimi ni Kaikisen                 | 7 марта 2022 г.    |
| Float Play                       | 13 января 2023 г.  |
| Relayouter                       | 8 августа 2023 г.  |
| Denki Yohou                      | 6 октября 2023 г.  |
| I'm the Rain                     | 19 апреля 2024 г.  |
| Ipace                            | 3 декабря 2024 г.  |